# Вінник Іван Йосипович
Іва́н Йо́сипович Ві́нник (22 червня 1929 — 6 грудня 2017) — організатор і керівник вітчизняного суднобудування, Герой Соціалістичної Праці (1977).

## Життєпис
Народився 22 червня 1929 року в селі Міські Млини Опішнянського (тепер Зіньківського) району Полтавської області в селянській родині.
Після закінчення семирічної школи, вступив до Харківського машинобудівного технікуму, який закінчив на відмінно у 1951 році. Через матеріальну скруту відмовився від вступу до інституту й пішов працювати на Чорноморський суднобудівний завод в Миколаєві помічником майстра монтажного цеху. Почергово займав посади майстра, старшого майстра, заступника начальника монтажного цеху. Брав участь в будівництві китобійної бази «Радянська Росія», траулера «Лермонтов», інших суден.
У 1964 році переведений на посаду начальника цеху.
З 1968 року — головний будівельник кораблів на ЧСЗ. Під його керівництвом було створено унікальне науково-дослідне судно «Академік Сергій Корольов».
У 1977 році за будівництво і здачу авіанесучого крейсера «Київ» був удостоєний звання Героя Соціалістичної Праці.
З 1978 року — виконувач обов'язків заступника директора з машинобудування.
З 1982 року — заступник директора по верфі.
З 1989 року — заступник директора з виробництва.
Вів значну суспільну роботу, чотири рази обирався депутатом Миколаївської міської ради.
Після виходу на пенсію мешкав у Миколаєві, де й помер.

## Нагороди
- Медаль «Серп і Молот» Героя Соціалістичної Праці (1977);
- Два ордени Леніна (1966, 1977);
- Орден Трудового Червоного Прапора (1970);
- Орден «Знак Пошани» (1963);
- Медаль «В ознаменування 100-річчя з дня народження Володимира Ілліча Леніна» (1970);
- Почесна грамота Президії ВР УРСР (1989);
- Почесний громадянин міста Миколаєва (1989)[2].

## Вшанування пам'яті
15 жовтня 2020 року в Миколаєві на будинку за адресою Бузький бульвар, 1-А, де 26 років жив Іван Винник, встановили меморіальну дошку.